# بروس جی. الیس
بروس جی. الیس (انگلیسی: Bruce J. Ellis; ۱ ژانویهٔ ۱۹۵۰ –) دانشمند در زمینه روان‌شناسی تکوینی اهل ایالات متحده آمریکا بود.